# Список глав государств в 156 году
Список глав государств в 155 году — 156 год — Список глав государств в 157 году — Список глав государств по годам

## Африка
- Мероитское царство (Куш) — Такидеамани, царь (146 — 165)

## Азия
- Армения Великая — Сохэмос, царь (144 — 161, 164 — 186)
- Иберия — Фарасман III, царь (135 — 185)
- Китай (Династия Восточная Хань) — Хуань-ди (Лю Чжи), император (146 — 168)
- Корея (Период Трех государств):
  - Когурё — Чхатхэ, тхэван (146 — 165)
  - Пэкче — Кэру, король (128 — 166)
  - Силла — Адалла, исагым (154 — 184)
- Кушанское царство — Хувишка I, великий император  (155 — 187)
- Осроена — Ману VIII, царь (139 — 163, 165 — 167)
- Парфия — Вологез III, шах (147 — 191)
- Сатавахана — Шри Пулумави Васиштхипутра, махараджа  (136 — 164)
- Хунну — Цзюйцзюйр, шаньюй (147 — 172)
- Япония — Сэйму, тэнно (император) (131 — 191)

## Европа
- Боспорское царство — Евпатор, царь  (154 — 174)
- Ирландия — Конн Сто Битв, верховный король (122 — 157)
- Римская империя:
  - Антонин Пий, римский император (138 — 161)
  - Марк Цейоний Сильван, консул (156)
  - Гай Серий Авгурин, консул (156)

## Галерея

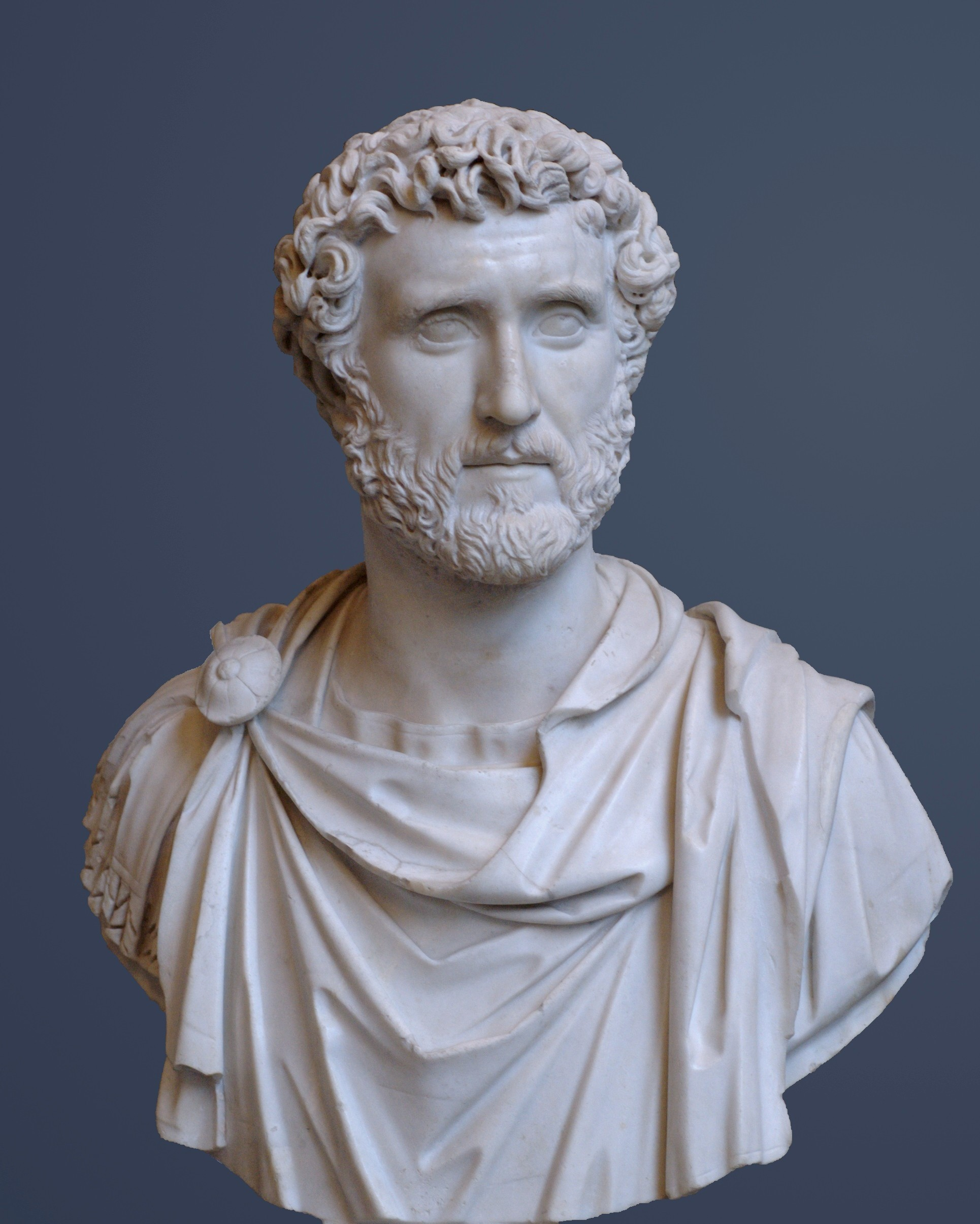
Антонин Пий 138—161 Император Римской империи
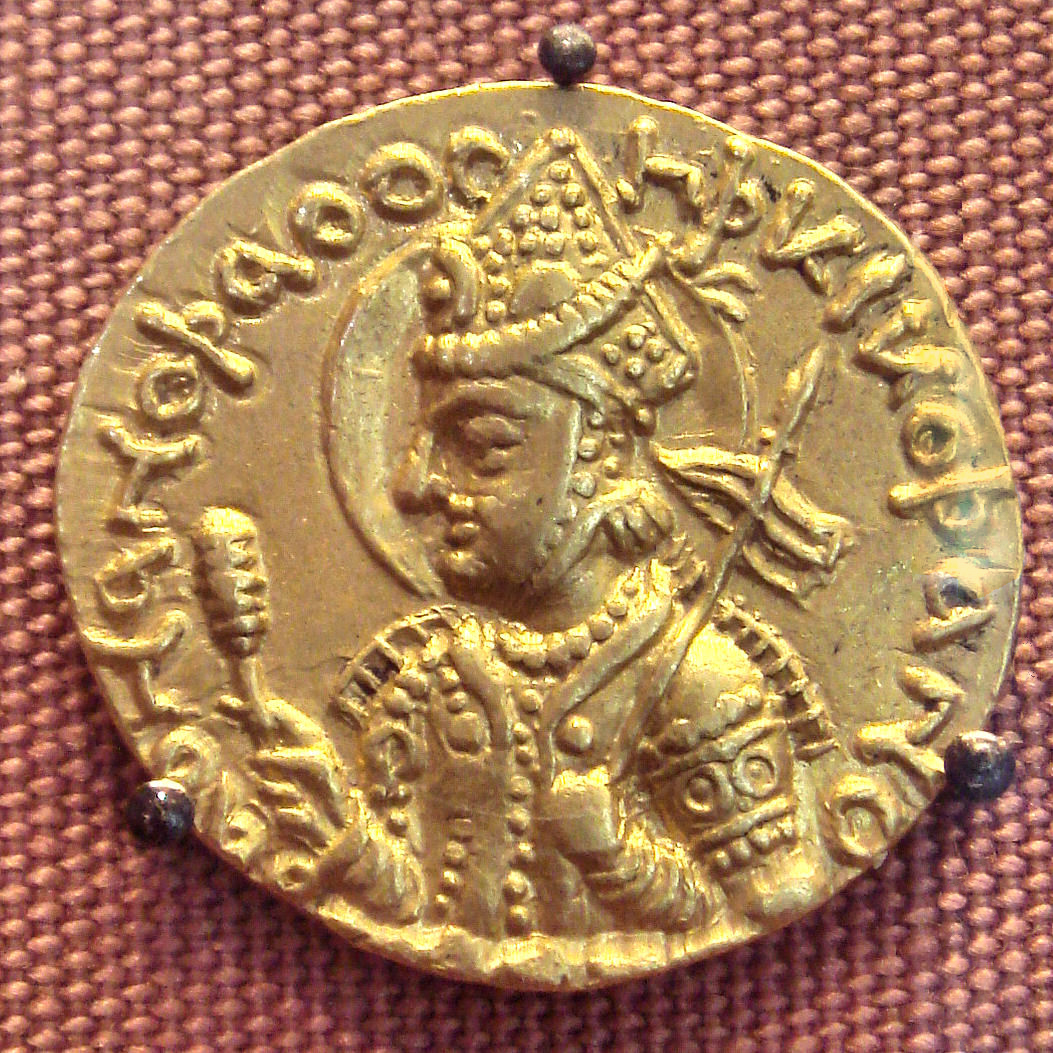
Хувишка I 155—187 Царь (Великий император) Кушанского царства
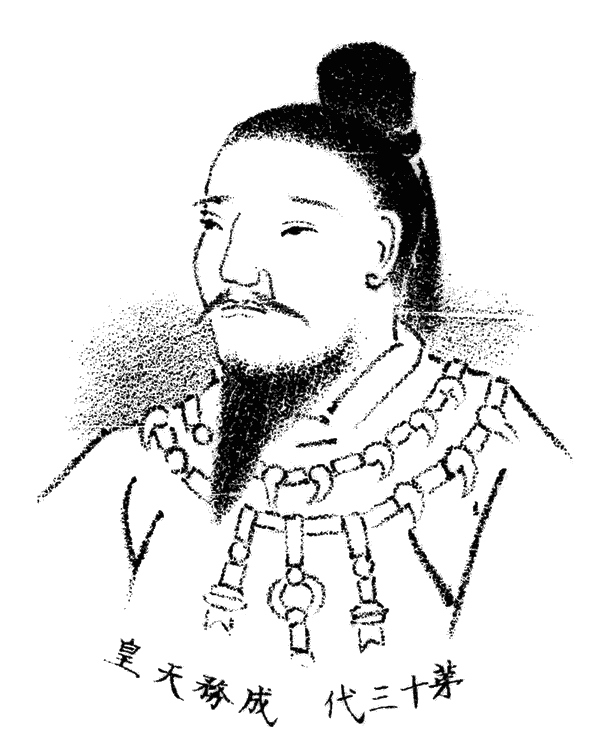
Сэйму 131—191 Император Японии